# Petraliella buski
Petraliella buski är en mossdjursart som beskrevs av Stach 1936. Petraliella buski ingår i släktet Petraliella och familjen Petraliellidae. Inga underarter finns listade i Catalogue of Life.